# Oskar Homolka
Oskar Homolka (Viena, Imperi Austrohongarès, 12 d'agost de 1898 – Sussex, Regne Unit, 27 de gener de 1978) va ser un actor austrohongarès.

## Biografia
Després de servir en l'Imperi Austrohongarès a la Primera Guerra Mundial, Homolka va estudiar a l'Acadèmia Reial d'Art Dramàtic a Viena en aquesta ciutat i va començar la seva carrera teatral. Posteriorment es va traslladar a Múnic, on en 1924 va interpretar Mortimer en el drama The Life of Edward II of England de Bertolt Brecht. Es va traslladar l'any següent a Berlín, on va esdevenir un dels principals alumnes del director de teatre Max Reinhardt i va actuar en diverses pel·lícules alemanyes entre el 1926 i el 1933.
Amb l'ascens de Hitler al poder, Homolka va abandonar Alemanya i es va traslladar a Buenos Aires, on va continuar la seva carrera als escenaris amb èxit en diverses obres, entre les quals Close Quarters amb Flora Robson. El 1936 va ser elegit pel paper protagonista en el thriller Sabotage (1936) d'Alfred Hitchcock. Amb el seu aspecte lúgubre i ombrívol i aspecte de mal humor, Homolka va fer una interpretació memorable de l'anarquista Verloc, propietari d'un cinema que - darrere de la façana respectable - oculta la seva real activitat de sabotejador i les activitats al servei d'una organització secreta.
El 1940 Homolka es va traslladar als Estats Units, convertint-se en un dels personatges més populars a Hollywood. Malgrat la seva màscara a partir de les seves característiques físiques particulars, amb celles poblades i mirada severa de dolent, va tenir èxit en comèdies com Camarada X (1940), al costat de Clark Gable i Hedy Lamarr i Bola de foc (1941) de Howard Hawks, en què interpreta un bon professor bregant amb l'animada O'Shea Sugarpuss (Barbara Stanwyck).
Convertit en ciutadà dels EUA el 1943, Homolka va seguir treballant a Broadway i va continuar la seva carrera cinematogràfica a Hollywood en papers de caràcter, obtenint una nominació a 'Oscar al millor actor secundari gràcies a la pel·lícula sentimental Mai l'oblidaré (1948), on va fer el paper de Chris Halverson, un bon oncle noruec, que ja havia interpretat amb èxit en la versió teatral. Durant els anys 1950, va participar en diverses pel·lícules famoses com The Seven Year Itch (1955) de Billy Wilder, en el paper del Dr. Brubaker, l'èpica Guerra i pau (1956), de King Vidor, fent de general Kutuzov, i en el drama Adéu a les armes (1957), on va interpretar el Dr. Emerich.
A mitjans dels anys seixanta, Homolka va tornar a viure a la Gran Bretanya i va aparèixer en dues pel·lícules famoses d'espionatge de l'època, Funeral in Berlín (1966) i Un cervell de mil milions de dòlars (1967). En ambdues pel·lícules, amb les seves característiques físiques, l'actor era l'intèrpret ideal del coronel soviètic Stok, oficial del servei d'intel·ligència de la KGB, company de Michael Caine en el paper de Harry Palmer, agent del Servei Secret d'Intel·ligència del Regne Unit.

## Vida privada
Oskar Homolka es va casar quatre vegades. Després del primer matrimoni (1928-1937) amb l'actriu alemanya Grete Mosheim, l'actor es va casar el 1937 amb Vally Hatvany, actriu hongaresa, que va morir uns pocs mesos després del casament. Del seu tercer matrimoni amb la fotògrafa Florència Meyer Homolka va tenir dos fills, Vincent i Laurence. Després del seu divorci de Meyer, l'actor es va casar per quarta vegada el 1949 amb l'actriu Joan Tetzel (que va morir el 1977).
Homolka va morir el 27 de gener de 1978, a l'edat de 79 anys, de pneumònia, tres mesos després de la mort de la seva esposa.

## Filmografia
- 1926: Die Abenteuer eines Zehnmarkscheines
- 1927: Das Mädchen ohne Heimat
- 1927: Brennende Grenze
- 1927: Dirnentragödie: Anton
- 1927: Regine, die Tragödie einer Frau
- 1927: Die Heilige Lüge
- 1927: Der Kampf des Donald Westhof
- 1927: Petronella - Das Geheimnis der Berge: Fridolin Bortis
- 1928: Fürst oder Clown: Zurube
- 1928: Die Leibeigenen
- 1928: Schinderhannes: Amtmann
- 1928: Die Rothausgasse: Dr. Horner
- 1930: Revolte im Erziehungshaus
- 1930: Masken
- 1930: Hokuspokus: Grandt
- 1930: Dreyfus: Maj. Ferdinand Walsin-Esterhazy
- 1931: Les Nuits de Port Said: Winston Winkler
- 1931: Der Weg nach Rio: Ricardo
- 1931: 1914, die letzten Tage vor dem Weltbrand: Sazanow
- 1931: Zwischen Nacht und Morgen: Anton, ihr Zuhälter
- 1931: Im Geheimdienst: Lanskoi, generalmajor
- 1932: Nachtkolonne: André Carno
- 1933: Moral und Liebe: Robert Keßler
- 1933: Spione am Werk: Blünzli (B 18)
- 1933: Unsichtbare Gegner: James Godfrey
- 1936: Rhodes of Africa: Ohm Paul Kruger
- 1936: Everything Is Thunder: Detectiu Gretz
- 1936: Sabotage: Karl Anton Verloc
- 1937: Ebb Tide: Capt. Jakob Therbecke
- 1940: Seven Sinners: Antro
- 1940: Camarada X ((Comrade X): Comissari Vasiliev
- 1940: The Invisible Woman: 'Blackie' Cole
- 1941: Rage in Heaven: Dr. Rameau
- 1941: Bola de foc (Ball of Fire): Prof. Gurkakoff
- 1943: Mission to Moscow: Maxim Litvinov, Ministre d'afers exteriors
- 1943: Hostages: Lev Pressinger
- 1947: The Shop at Sly Corner: Desius Heiss
- 1948: Mai l'oblidaré (I Remember Mama): Oncle Chris Halverson
- 1949: Anna Lucasta: Joe Lucasta
- 1950: The White Tower: Andreas
- 1951: Der Schweigende Mund: Dr.Herbert Hirth
- 1952: Top Secret: Zekov
- 1953: The House of the Arrow: Inspector Hanaud
- 1954: Prisoner of War: Coronel Nikita I. Biroshilov
- 1955: The Seven Year Itch: Dr. Brubaker
- 1956: Guerra i pau (War and Peace): General Kutuzov
- 1957: Adéu a les armes (A Farewell to Arms): Dr. Emerich
- 1958: La tempesta: Savelic
- 1958: La clau (The Key): Capità Van Dam
- 1961: El baró Sardonicus (Mr. Sardonicus): Krull
- 1962: Boys' Night Out: Dr. Prokosch
- 1962: El meravellós món dels germans Grimm (The Wonderful World of the Brothers Grimm): The Duke
- 1962: The Mooncussers (TV): Urias Hawke
- 1963: Els invasors (The Long Ships): Krok
- 1963: Danger Zone (TV): Henry Brunewald
- 1965: Joy in the Morning: Stan Pulaski
- 1966: Funeral a Berlín (Funeral in Berlin): Coronel Stok
- 1967: L'esdeveniment (The Happening): Sam
- 1967: Un cervell de mil milions de dòlars (Billion Dollar Brain): Coronel Stok
- 1968: The Strange Case of Dr. Jekyll and Mr. Hyde (TV): Stryker
- 1968: Assignment to Kill: Inspector Ruff
- 1969: La boja de Chaillot (The Madwoman of Chaillot): The Commissar
- 1970: L'executor (The Executioner) de Sam Wanamaker: Racovsky
- 1970: Song of Norway: Engstrand
- 1972: Van der Valk und das Mädchen (TV): El comissari Sanson
- 1974: The Tamarind Seed: General Golitsyn
- 1975: The Legendary Curse of the Hope Diamond (TV)
- 1975: One of Our Own (TV): Dr. Helmut Von Schulthers

## Premis i nominacions[calcitació]

### Nominacions
- 1949. Oscar al millor actor secundari per Mai l'oblidaré
- 1967. Globus d'Or al millor actor secundari per Guerra i pau